# Megumu Yoshida (Fußballspieler)
Megumu Yoshida (jap. 吉田 恵, Yoshida Megumu; * 13. April 1973 in der Präfektur Aichi) ist ein ehemaliger japanischer Fußballspieler und -trainer.

## Karriere
Yoshida erlernte das Fußballspielen in der Schulmannschaft der Chukyo University Chukyo High School und der Universitätsmannschaft der Dōshisha-Universität. Seinen ersten Vertrag unterschrieb er 1996 bei Verdy Kawasaki. Der Verein spielte in der höchsten Liga des Landes, der J1 League. Für den Verein absolvierte er drei Erstligaspiele. 1998 wechselte er zum Ligakonkurrenten Vissel Kōbe. Für den Verein absolvierte er 64 Erstligaspiele. 2001 wechselte er zum Ligakonkurrenten JEF United Ichihara. Für den Verein absolvierte er 30 Erstligaspiele. 2004 wechselte er zum Ligakonkurrenten Sanfrecce Hiroshima. Für den Verein absolvierte er 27 Erstligaspiele. 2006 wechselte er zum Zweitligisten Sagan Tosu. Für den Verein absolvierte er 42 Spiele. Ende 2007 beendete er seine Karriere als Fußballspieler.

## Erfolge
Verdy Kawasaki
- J.League Cup

Finalist: 1996
- Kaiserpokal

Sieger: 1996